# Pablo Echaurren
Pour les articles homonymes, voir Echaurren.
Pablo Matta Echaurren est un peintre, auteur de bande dessinée et écrivain italien né le 22 janvier 1951 à Rome.

## Biographie
Fils du peintre surréaliste chilien Roberto Matta, Pablo Echaurren réalise ses premières peintures en 1969 avec le soutien de Gianfranco Baruchello et d'Arturo Schwarz, son premier galeriste. Dans les années 1970, il expose ses tableaux en Italie et à l'étranger. Dans les années 1980 et 1990, il crée de nombreuses bandes dessinées d'avant-garde, comme le roman graphique Caffeina d'Europa, Majakovskij, Nivola vola, Futurismo contro,  Vita disegnata di Dino Campana, Evola in Dada, Vita di Pound, Dada con le zecche.
Ses œuvres établissent des passerelles entre les genres et les styles d'expression, comme les beaux-arts et les arts appliqués, expérimentant des mélanges. Il en découle l'idée que l'artiste est un artisan et un inventeur dans tous les domaines (peinture, céramique, illustration, bande dessinée, écriture, vidéo), indifférent aux barrières et aux hiérarchies qui tendent à entraver la créativité.
Il dessine la couverture du roman polémique Porci con le ali (Si les porcs avaient des ailes, 1976) de Marco Lombardo Radice (it) et Lidia Ravera ; dans les années 1970, il élabore d'autres couvertures de romans, publiés principalement par Samonà e Savelli (it), maison d'édition d'extrême-gauche. En 1977, il fait partie des auteurs de Oask?!  et il participe à d'autres fanzines. Il collabore, par l'écriture et le dessin, à Lotta continua puis à des revues comme Linus, Frigidaire (rivista) (it), Tango (rivista) (it), Comic Art, Alter Alter. Son style témoigne de l'influence du futurisme - genre dont il collectionne les livres. En outre, il écrit de nombreux essais, pamphlets polémiques et romans.
Une rétrospective de ses travaux (Dagli anni settanta a oggi) se tient au cloître de Bramante, à Rome, en 2004. Ses œuvres plus récentes sont exposées, elles, à l'Auditorium Parco della Musica, à Rome, en 2006 et lors de l'exposition Pablo a Siena aux Magazzini del Sale en 2008. En 2008, le Museo Internazionale di Arti Applicate Oggi de Turin célèbre le centenaire du futurisme par une exposition de ses travaux. Echaurren, passionné de basses électriques, expose en 2009 sa collection d'instruments d'époque dans L'invenzione del basso.
En 2010, à l'occasion de ses quarante années d'activités créatives, au Palazzo Cipolla (ancien Museo del Corso), la Fondazione Roma Museo lui consacre une rétrospective : Crhomo Sapiens. La même année, avec son épouse Claudia Salaris (it), Echaurren crée la Fondazione Echaurren Salaris.

## Œuvres notables
- Perizia calligrafica, Rivalba, Geiger, 1976.
- C'era cioè c'è  (con Claudia Salaris, firmato: Claudia e Paino), Roma, Savelli, 1978.
- Saette, Milano, Primo Carnera Editore, 1985.
- Majakovskij, Roma, Serraglio, 1986 (poi Gallucci, 2012).
- Parole ribelli. I fogli del movimento del '77, Viterbo, Stampa Alternativa, 1997.  (ISBN 8872263743).
- Parole ribelli. '68 e dintorni, Viterbo, Stampa Alternativa, 1998.  (ISBN 8872264162).
- Compagni, Torino, Bollati Boringhieri, 1998.  (ISBN 9788833911083).
- Controcultura in Italia 1966-1977 (con Claudia Salaris), Torino, Bollati Boringhieri, 1999.  (ISBN 9788833911298).
- Libro diseducativo, Mantova, Corraini, 1999 (traduzione Book of bad manners).
- Vite di poeti, Torino, Bollati Boringhieri, 2000.
- Il suicidio dell'arte: da Duchamp agli sciampisti, Roma, Editori Riuniti, 2001.  (ISBN 9788835950165).
- Corpi estranei. Neosituazionisti, antiartisti, anarcoalieni, nomi collettivi, Viterbo, Stampa Alternativa, 2001.  (ISBN 8872266262).
- Futurcollezionismo, Milano, Edizioni Sylvestre Bonnard, 2002.  (ISBN 9788886842389)
- Delitto d'autore, Milano, Shake edizioni, 2003.  (ISBN 9788886926904).
- La casa del desiderio. '77: indiani metropolitani ed altri strani, Lecce, Manni Editori, 2005.  (ISBN 9788881766338).
- Chiamatemi Pablo Ramone, Ravenna, Fernandel, 2006.  (ISBN 9788887433654).
- Bloody Art, Ravenna, Fernandel, 2006.  (ISBN 9788887433708).
- Terra di Siena, Ravenna, Fernandel, 2007.  (ISBN 9788887433869).
- Caffeina d'Europa. Vita di Marinetti, Roma, Gallucci, 2009 (prima edizione Montepulciano, Il Grigo, 1988).  (ISBN 9788861450929).
- Bassi istinti. Elogio del basso elettrico, Ravenna, Fernandel, 2009.  (ISBN 9788895865096).
- Nel paese dei bibliofagi, Macerata, Biblohaus, 2010.
- Controstoria dell'arte, Roma, Gallucci, 2011.
- Ramones. Cretin Hop, Roma, Arcana, 2012.
- Duchamp politique, Milano, Postmedia Books, 2019.